# 修羅を行く
「修羅を行く」（しゅらをゆく）は、ASKAの楽曲。配信シングルとして、2018年5月25日に配信された。配信元はDADAレーベル。

## 背景
ASKAが2018年3月から8月まで実施した毎月1回の楽曲配信シリーズ、第3弾の作品である。2018年11月5日～12月23日に行われたコンサートツアー『ASKA PREMIUM SYMPHONIC CONCERT 2018 -THE PRIDE- 』で初披露された。

## 収録曲
1. 修羅を行く (5:33)
（作詞・作曲・編曲：ASKA）
「ドラムのタイトさ、ベースの音像などを重視」して、あえて生音を使わなかったという。そのため、レコーディングすべての作業がASKAの仕事部屋で行われた[2]。「自画自賛作品になりました」と語っている[3]。

## 参加ミュージシャン
- Guitar：鈴川真樹
- Programming：鈴川真樹、藤山祥太

## 収録アルバム
- Breath of Bless